# سرزمین رؤیایی کربی
سرزمین رؤیایی کِربی (به انگلیسی: Kirby's Dream Land) , که در ژاپن با نام هوشی نو کِربی (Hoshi no Kirby) یک بازی ویدئویی سکوبازی است که توسط استودیو هالکن توسعه یافته و توسط نینتندو برای کنسول گیم بوی منتشر شده است. این بازی در سال ۱۹۹۲ منتشر شد و اولین بازی از مجموعه کِربی و اولین حضور شخصیت کِربی در بازی است.
سرزمین رؤیایی کربی توسط ماساهیرو ساکورای طراحی شد. هدف او این بود که بازی در عین سادگی، برای افرادی که با بازی‌های اکشن آشنایی ندارند هم آسان باشد. برای بازیکنان با تجربه‌تر، ساکورای چالش‌های اختیاری مانند حالت سخت بازشدنی (unlockable hard mode) و قابلیت ویرایش تعداد جان‌ها و حداکثر سلامتی کِربی را ارائه داد. در سال ۲۰۱۱، سرزمین رؤیایی کربی برای نینتندو ۳دی‌اس از طریق کنسول مجازی نینتندو مجدداً منتشر شد و همچنین یکی از بازی‌های جمع‌آوری شده Kirby's Dream Collection بود که به مناسبت جشن ۲۰ سالگی کِربی منتشر شد.